# Dolar Eisenhowera
Dolar Eisenhowera (ang. Eisenhower Dollar lub Ike Dollar) – amerykańska moneta o nominale jednego dolara projektu Franka Gasparra wybijana przez U.S. Mint w latach 1971–1978. Moneta była emitowana jako moneta obiegowa (1971–1974, 1977–1978) i okolicznościowa (1976) w miedzioniklu oraz jako moneta kolekcjonerska (1971–1974, 1976).  
To pierwsza amerykańska moneta jednodolarowa, na której pojawił się wizerunek prezydenta Stanów Zjednoczonych, konkretnie Dwighta Eisenhowera. Dodatkowo emisja dolara Eisenhowera zakończyła okres 36-letniej przerwy w emisji monety o tym nominale. Ostatnią wybijaną jednodolarówką był Dolar Pokoju, którego emisję zakończono w 1935 roku. 
Wśród wyemitowanych monet nie ma datowanej rokiem 1975, gdyż w tym roku U.S. Mint zaczęła wybijać monety na przypadającą w 1976 roku 200. rocznicę podpisania Deklaracji Niepodległości Stanów Zjednoczonych z przedziałem 1776–1976 na awersie. 

## Tło historyczne
W 1934 roku prezydent Franklin D. Roosevelt w ramach walki ze skutkami kryzysu gospodarczego przeprowadził przez Kongres ustawę Silver Purchase Act of 1934 zobowiązującą skup nowo wydobytego srebra po cenach wyższych niż rynkowe. Był to okres, kiedy rezerwy srebra budowane na mocy Pittman Act już się wyczerpywały. Silver Purchase Act z 1934 roku przyczynił się do stopniowego wstrzymywania wybijania Dolara Pokoju. Ostatnia jego emisja z mennic w Denver, Filadelfii i San Francisco miała miejsce w 1935 roku . W trakcie II wojny światowej, na potrzeby armii i badań przetopiono 50 milionów srebrnych monet. Kongres nie nakazał jednak uzupełnienia ich ilości na rynku. Po wojnie srebrne dolary stały się pożądanymi walorami kolekcjonerskimi. W 1964 roku pojawiło się nowe zapotrzebowanie na srebrną monetę. Miało ono swój początek w kasynach, gdzie maszyny hazardowe wymagały właśnie takiej monety. 3 sierpnia 1964 roku Kongres przegłosował prawo nakazujące wybicie srebrnych dolarów w ilości 45 milionów sztuk. W samym 1965 roku wybito ich 316 076 sztuk monet, ale w 23 lipca tego roku weszła w życie ustawa Coinage Act of 1965, wycofująca srebro z produkcji monet obiegowych na okres pięciu lat. W związku z nowym prawem prezydent Lyndon Johnson nakazał przetopienie wszystkich monet. Nadzór nad tym, aby żadna moneta nie opuściła oddziałów mennic, powierzono US Secret Service .

W 1969 roku pojawiły się dwie oddzielne inicjatywy. Jedna postulowała uhonorowanie na amerykańskiej monecie zmarłego prezydenta Dwighta Eisenhowera. Druga z kolei dążyła do upamiętnienia zakończonej sukcesem misji lądowania na Księżycu – Apollo 11. Jednocześnie zbliżał się koniec pięcioletniego okresu, w którym nie można było wykorzystywać srebra do wybijania monet. Ewentualne wykorzystanie wizerunku byłego prezydenta miało polityczny wydźwięk, dlatego postanowiono wykorzystać sukces misji Apollo 11 i związany z nią społeczny entuzjazm. Chciano tym samym zyskać poparcie dla monety, która upamiętniałaby lądowanie na Księżycu oraz byłego prezydenta jednocześnie. Zarzuty o brak wspólnego mianownika pomiędzy Eisenhowerem i Apollo 11 odpierano argumentami mówiącymi, że prezydent był zwolennikiem badań kosmicznych, co w rezultacie mogło doprowadzić do lądowania na Księżycu. Dodatkowym czynnikiem działającym na korzyść projektu nowej monety był fakt, iż nie wymagałby on specjalnej zgody Kongresu ze względu na upływ 25 lat od rozpoczęcia emisji wcześniejszej monety o tym samym nominale z nowym wizerunkiem (w tym wypadku Dolara Pokoju). 

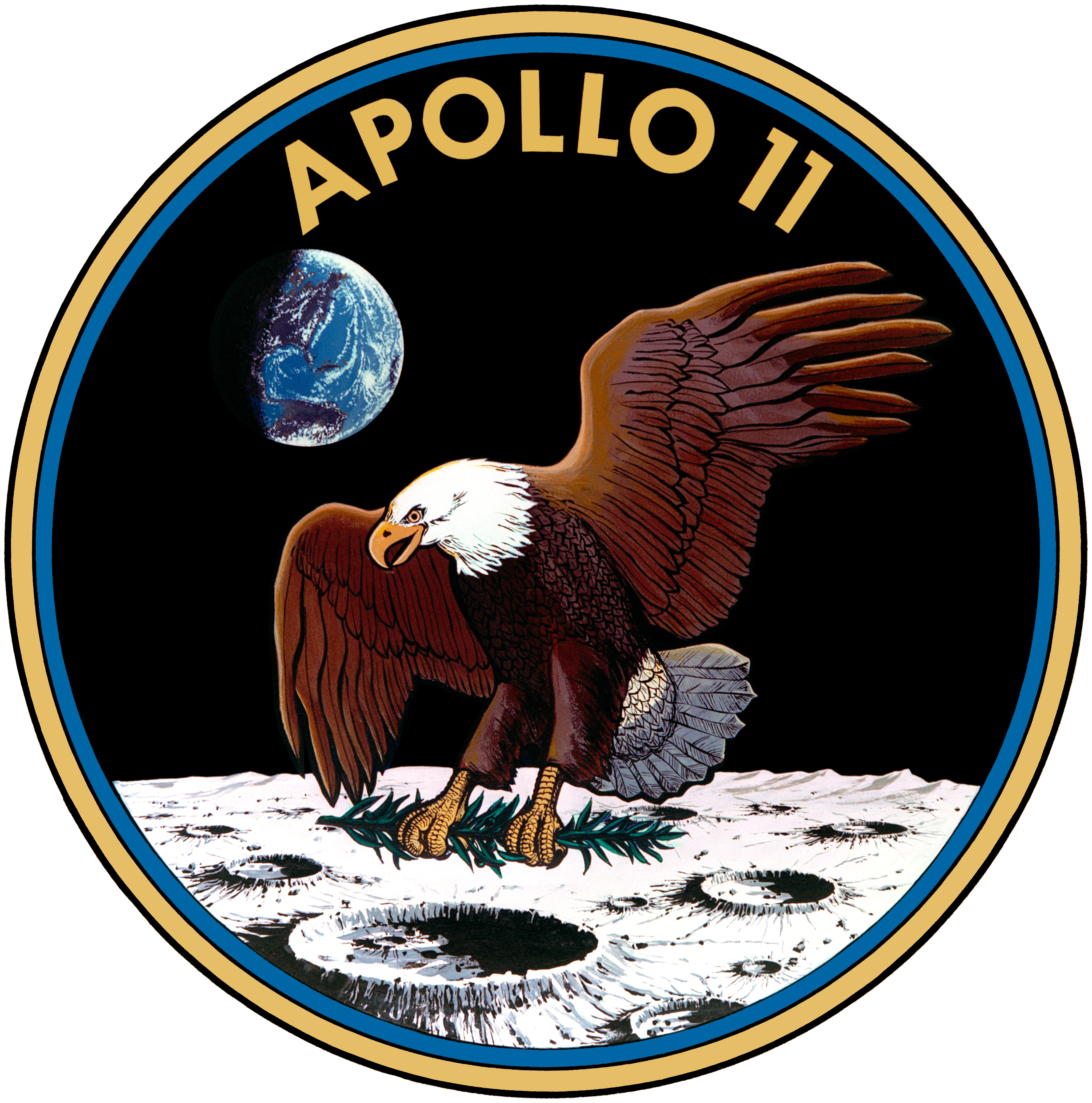
Oznaka misji Apollo 11 projektu Michaela Collinsa.

29 października 1969 roku członek Izby Reprezentantów Robert R. Casey przedłożył projekt ustawy, która miała na celu autoryzację monety uhonorowującej misję Apollo 11 i Eisenhowera. Kongres uznał, że lądowanie powinno zostać upamiętnione poprzez nawiązanie do oznaki misji, ponieważ amerykański program kosmiczny został zapoczątkowany za kadencji Eisenhowera. 
31 grudnia 1970 roku prezydent Richard Nixon podpisał Bank Holding Company Act Amendments of 1970, w którym m.in. autoryzowano emisję monety jednodolarowej . Prawo to stanowiło, że monety o nominałach jednego dolara, 50 centów, 25 centów i 10 centów będą monetami miedzianymi w okładzinie (ang. clad) miedzioniklowej. Ponadto zezwolono na emisję 150 milionów monet jednodolarowych w srebrnej okładzinie, które zostaną przeznaczone do sprzedaży na cele kolekcjonerskie.  

## Projekt i emisja
Pod koniec 1970 roku, po podpisaniu przez Nixona Bank Holding Company Act Amendments of 1970, dyrektor mennicy Mary Brooks zleciła głównemu grawerowi mennicy Frankowi Gasparrowi wykonanie projektów monety i modelów stempli. Było to zlecenie bezpośrednie, bez rozpisywania wcześniejszego konkursu na projekt, ponieważ emisja monety miała rozpocząć się już w 1971 roku. Gasparro wspominał, że na całość prac miał wyznaczone sześć tygodni.

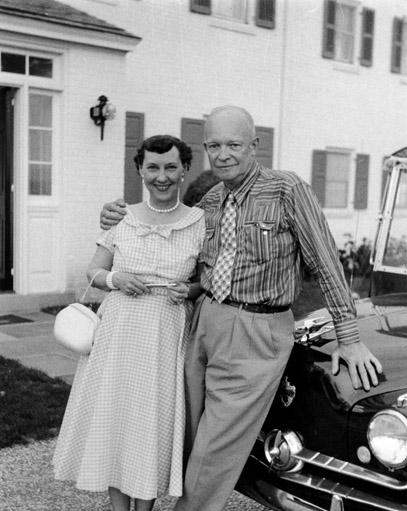
Mary i Dwight Eisenhowerowie (1955).

Według Departamentu Skarbu artysta miał pracować nad wizerunkiem awersu już w 1969 roku. Sam Gasparro przyznał, że projekt awersu oparł na wspomnieniach i szkicu Eisenhowera, jeszcze jako wojskowego, wykonanym w 1945 roku podczas parady zwycięstwa w Nowym Jorku, na której generał był obecny. Na dalszym etapie prac nad woskowymi modelami monety dyrektor mennicy Brooks spotkała się z wdową po prezydencie Mary Eisenhower, która zaakceptowała wizerunek męża i wyraziła uznanie dla wykonanego profilu.
Na rewersie Gasparro przedstawił orła bielika z oliwną gałązką w szponach, lądującego na Księżycu na tle Ziemi. Było to odwołanie się do oznaki misji Apollo 11, którą zaprojektował uczestnik misji, kosmonauta, generał brygady Michael Collins. Jednak według zaleceń Mary Brooks orzeł miał mieć „pokojowy” wygląd, co miało złagodzić wizerunek Stanów Zjednoczonych jako państwa na tle ówczesnych wydarzeń politycznych na świecie. Nie zachowały się pierwotne szkice prac Gasparry, ale według Brooks bielik na nich przedstawiony był „zbyt gwałtowny, zbyt wojowniczy, trochę zbyt groźny”. Projekt ustawy złożony przez Roberta R. Caseya zakładał umieszczenie na monecie dodatkowego napisu „WE CAME IN PEACE FOR ALL MANKIND”, który miał podkreślać pokojową politykę Stanów Zjednoczonych. Jednak wielkość monety nie pozwalała na umieszczenie na niej kolejnej inskrypcji . Zmiany dotknęły także przedstawienia Ziemi. Pierwotny projekt rewersu był dokładną kopią odznaki misji, na której planeta częściowo była zacieniona. W toku prac mennica poprosiła artystę, aby wizerunek Ziemi był bardziej rozpoznawalny dla wszystkich użytkowników i posiadaczy monety.
Emisja jednodolarówki została zapowiedziana przez dyrektor Brooks w następujący sposób:

Nowa moneta honoruje jednego z największych bohaterów wojennych i prezydentów naszego kraju. Co więcej, to wyrazy uznania dla naszego ukochanego żołnierza-męża stanu za jego wybitne osiągnięcia i wkład dla Ameryki i całego wolnego świata.
Miliony pielęgnują pamięć o „Ike’u”. Nowy dolar z jego portretem jest pierwszą monetą jednodolarową wyemitowaną od 1935 roku i niewątpliwie ostatnią ze srebrnych monet wyprodukowanych w naszym kraju.

1 listopada 1971 roku jednodolarówki weszły do obiegu. Mennice w Denver i Filadelfii wybijały monety miedzioniklowe, natomiast oddział w San Francisco skupił się na monetach w srebrnej okładzinie. Julian podaje, że jakość wybicia pierwszych monet nie była najlepsza, toteż te, które odznaczały się najlepszym stanem, były od razu zatrzymywane przez kolekcjonerów. Pierwsze krytyczne uwagi dotyczyły wizerunku Ziemi na rewersie. Opinia publiczna nie wiedziała, że wizerunek planety na emitowanych monetach był już poprawiany na etapie projektu. Jednak w trakcie bicia kolejnych monet Gasparro poprawiał stemple rewersu. Kongres i Departament Skarbu nie przewidziały, że Amerykanie nie będą chcieli używać na co dzień tak dużych i ciężkich jednodolarówek. Monety były chętnie używane w kasynach, gdzie automaty skalibrowane były wciąż na duże monety jednodolarowe.
W 1973 roku Departament Skarbu rozpisał konkurs na projekty rewersów monet o nominałach 25 centów, 50 centów i jednego dolara, mających upamiętnić 200. rocznice podpisania Deklaracji Niepodległości. W wypadku jednodolarówki zwycięzcą ogłoszono 21-letniego Dennisa R. Williamsa, którego propozycja wizerunku rewersu była jednocześnie projektem w college’u.  Williams stał się jednocześnie najmłodszym twórcą projektu monety w historii mennictwa Stanów Zjednoczonych. Projekt rewersu, przedstawiający Dzwon Wolności na tle Księżyca, nie znalazł jedynie uznania wśród amerykańskich kolekcjonerów, którzy uznali go za mało nowatorski, ponieważ wizerunek dzwonu został już wykorzystany na półdolarówce emitowanej w latach 1948–1963.
W 1974 oddział mennicy w Denver przypadkowo wybiło obiegowe jednodolarówki na srebrnych krążkach. Pomyłka wynikała z faktu, iż uznane za niezdatne do wybicia krążki w San Francisco nie zostały przetopione, a zamiast tego przesłano je do Denver. Julian podaje, że znanych jest około 30 takich monet. W tym samym roku Kongres postanowił, że część z zysków ze sprzedaży monet kolekcjonerskich zostanie przekazana na rzecz Eisenhower College w Seneca Falls (Nowy Jork). Mimo protestów kolekcjonerów, którzy uważali pomoc za złą praktykę, placówce przekazano około 9 milionów dolarów.   

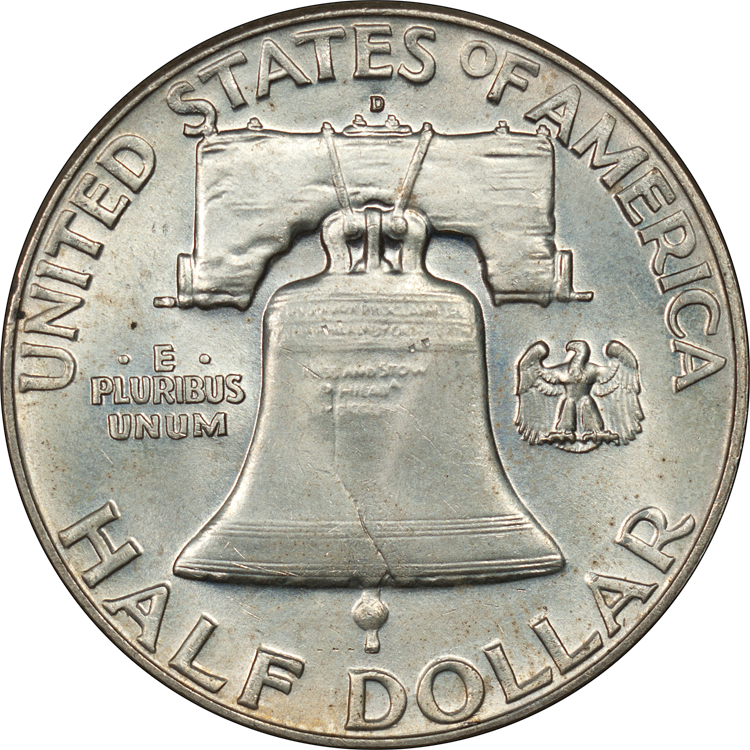
Rewers półdolarówki z Dzwonem Wolności.

W sierpniu 1974 roku zwycięzcy konkursu na rewersy monet okolicznościowych zostali zaproszeni do oddziału mennicy w Filadelfii, aby każdy z nich mógł wybić po jednej sztuce monety z rewersami swojego projektu. Były to jednak monety próbne, bez znaków mennicy. Właściwy proces wybijania monet rozpoczęto w lutym 1975 roku. Zastrzeżono jednak, że ich emisja nie mogła mieć miejsca przed 4 lipca 1976 roku. Srebrne jednodolarowe monety okolicznościowe były również wybijane w srebrnej okładzinie próby 400.
W 1977 roku mennica powróciła do emisji monety jednodolarowej z rewersem bazującym na oznace misji Apollo 11. Rok później uznano jednak, że rozmiar monety o takim nominale jest zbyt duży i należy go zmniejszyć. W 1978 roku zaprzestano emisji dolara Eisenhowera.

## Nakłady
Nakłady niekruszcowych monet Eisenhower Dollar:
| Mennica (znak)                                                     | Filadelfia (b.z.) | Denver (D) |
| Rok                                                                | Filadelfia (b.z.) | Denver (D) |
| ------------------------------------------------------------------ | ----------------- | ---------- |
| 1971                                                               | 47 799 000        | 68 587424  |
| 1972                                                               | 75 890 000        | 92 548 511 |
| 1973                                                               | 2 000 000         | 2 000 000  |
| 1974                                                               | 27 366 000        | 45 517 000 |
| emisja z okazji 200. rocznicy podpisania Deklaracji Niepodległości |                   |            |
| 1976 (typ I)                                                       | 4 019 000         | 21 048 710 |
| 1976 (typ II)                                                      | 6 372 000         | 1 551 000  |
| wznowiona emisja z rewersem Apollo 11                              |                   |            |
| 1977                                                               | 12 596 000        | 32 983 006 |
| 1978                                                               | 25 702 000        | 33 012 890 |

Nakłady srebrnych monet Eisenhower Dollar:
| Mennica (znak)                                                     | San Francisco (S) |
| Rok                                                                | San Francisco (S) |
| ------------------------------------------------------------------ | ----------------- |
| 1971                                                               | 6 868 530         |
| 1972                                                               | 2 193 056         |
| 1973                                                               | 1 883 140         |
| 1974                                                               | 1 900 156         |
| emisja z okazji 200. rocznicy podpisania Deklaracji Niepodległości |                   |
| 1976                                                               | ~ 11 000 000      |

## Opis monety

### Awers
Na awersie monety, w środku jej pola, Frank Gasparro umieścił lewy profil Dwighta Eisenhowera. Po lewej stronie od szyi umieścił dewizę „IN GOD WE TRUST”. Pod szyją umieszczono znak mennicy. Nad głową, wzdłuż otoku, napis „LIBERTY”, a w dolnej części monety rok wybicia monety.
Awers monety emitowanej z okazji 200. rocznicy podpisania Deklaracji Niepodległości datę emisji zastąpiono rokiem podpisania dokumentu i rokiem, kiedy obchodzona była 200. rocznica „1776 • 1976”.

### Rewers
Rewers monety odwołujący się do odznaki projektu Michaela Collins przedstawia w środku pola monety bielika, który ląduje na Księżycu i w szponach trzyma gałązkę oliwną. Pod orłem, wzdłuż dolnego otoku monety, widnieje nominał „ONE DOLLAR”. Nad orłem, pomiędzy głową i prawym skrzydłem patka, Frank Gasparro umieścił Ziemię. Na prawo od planety motto w zapisie „E•PLURIBUS•UNUM”. Wzdłuż górnego otoku monety nazwa państwa „UNITED STATES OF AMERICA”. Pomiędzy nazwą państwa a Ziemią, mottem i orłem widnieje 13 gwiazd w formie łuku. Pod ogonem bielika znalazły się inicjały projektanta „FG”.
W 1976 roku, z okazji 200. rocznicy podpisania Deklaracji Niepodległości zmieniono wizerunek rewersu. W środku pola znalazł się Dzwon Wolności na tle Księżyca. Na prawo od dzwonu, pod Księżycem motto „E PLURIBUS UNUM”. Wzdłuż górnego otoku monety nazwa państwa „UNITED STATES OF AMERICA”, a wzdłuż dolnej części nominał „ONE DOLLAR”, oba napisy rozdzielone dwoma gwiazdami. Na prawo od serca dzwonu znalazły się inicjały projektanta rewersu Dennisa R. Williamsa – „DRW”.
Wyróżnia się dwa typy rewersów monety emitowanej na 200. rocznicę. Różnią się tym, iż w typie II zastosowano węższe litery inskrypcji.

W wypadku monet z rewersem wzorowanym na odznace misji Apollo 11 wyróżnia się trzy przedstawienia Ziemi. Tak zwany typ I przedstawia planetę lekko spłaszczoną, a wyspy pod Florydą zostały przesunięte na wschód. Na rewersie typu II Ziemia jest okrągła, a pod Florydą znalazła się jedna duża wyspa, również przesunięta lekko na wschód od półwyspu. Typ III przedstawia okrągłą planetę z dwoma wyspami zlokalizowanymi dokładnie na południe od Florydy.  

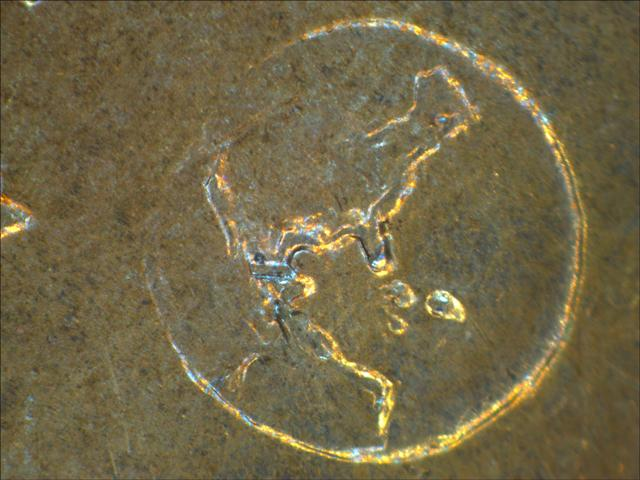
Typ I wizerunku Ziemi
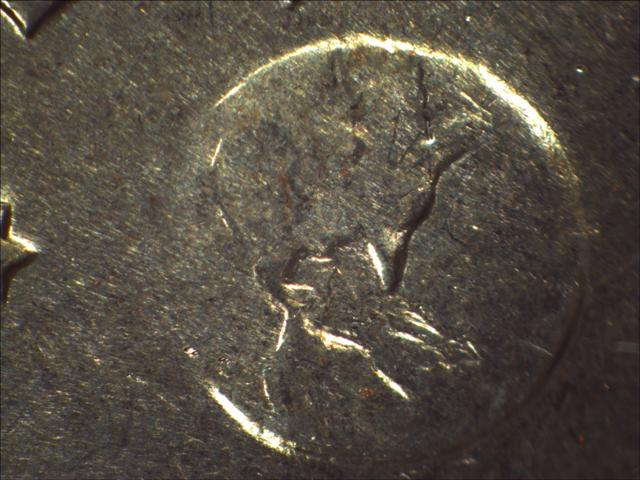
Typ II wizerunku Ziemi
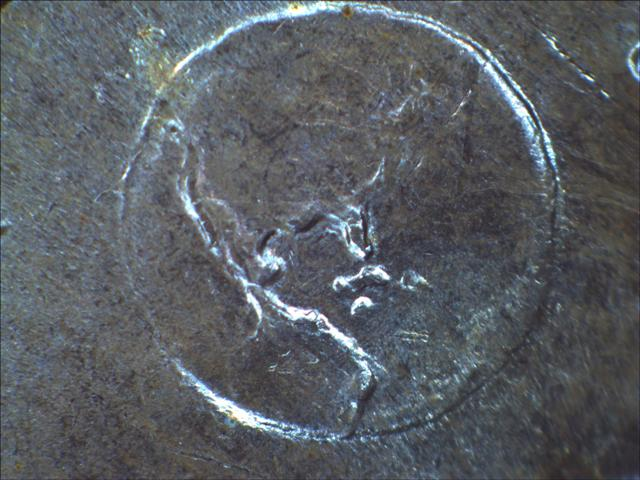
Typ III wizerunku Ziemi

### Opis fizyczny
Szczegóły opisu fizycznego monety:
- Waga: 22,68 g (monety obiegowe i okolicznościowe), 24,59 g (monety kolekcjonerskie)
- Średnica: 38,1 mm
- Kruszec: miedzionikiel (monety obiegowe i okolicznościowe), srebro próby 400 (monety kolekcjonerskie)
- Krawędź: ząbkowana
- Mennica: Filadelfia(inne języki), Denver(inne języki), San Francisco(inne języki)